# Heimsbrunn
Heimsbrunn [aimsbʁun]  est une commune française de la région mulhousienne située dans la circonscription administrative du Haut-Rhin et, depuis le 1er janvier 2021, dans le territoire de la Collectivité européenne d'Alsace, en région Grand Est.
Cette commune se trouve dans la région historique et culturelle d'Alsace.

## Géographie
Heimsbrunn est une commune haut-rhinoise à 6,6 km de Mulhouse par D166 et Wittelsheim D19, Le centre-ville est plutôt lié à Galfingue Par La D19 Mais il existe maintenant Haulibourg entre Heimsbrunn et Reiningue .

### Communes limitrophes
| Schweighouse-Thann | Reiningue  | Lutterbach          |
| Burnhaupt-le-Bas   | Heimsbrunn | Morschwiller-le-Bas |
| Bernwiller         | Galfingue  | Hochstatt           |

### Hydrographie

#### Réseau hydrographique
La commune est dans le bassin versant du Rhin au sein du bassin Rhin-Meuse. Elle est drainée par le Steinbaechel, le ruisseau de l'Étang Rittweiher et le ruisseau Gross Runzgraben,,.
Le Steinbaechel, d'une longueur de 14 km, prend sa source dans la commune de Burnhaupt-le-Bas et se jette  dans la Doller à Pfastatt, après avoir traversé sept communes. 

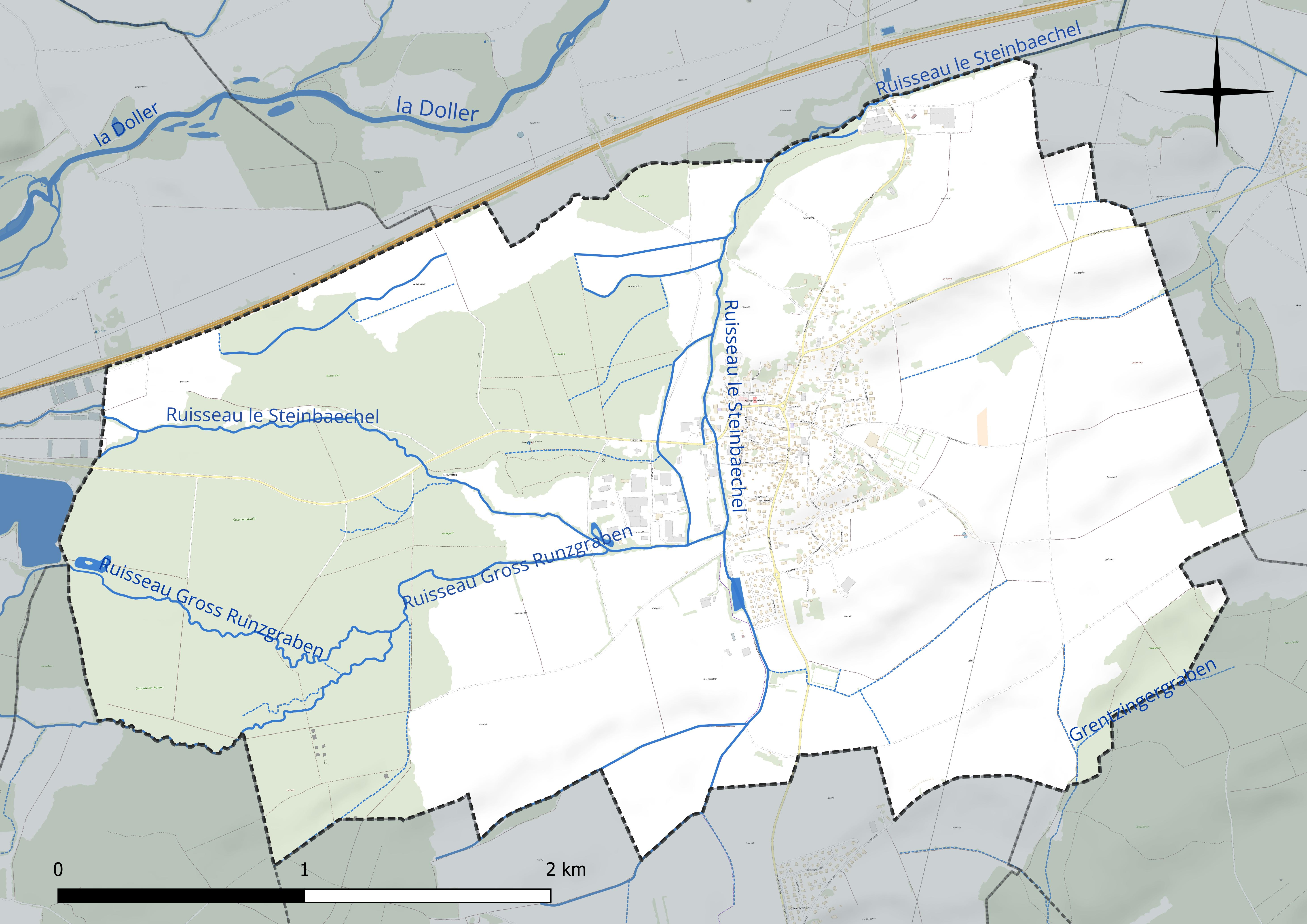
Réseau hydrographique de Heimsbrunn.

#### Gestion et qualité des eaux
Le territoire communal est couvert par le schéma d'aménagement et de gestion des eaux (SAGE) « Doller ». Ce document de planification concerne le bassin versant de la Doller dont le territoire s’étend sur 280 km2. Il a été approuvé le 15 janvier 2020. La structure porteuse de l'élaboration et de la mise en œuvre est le syndicat mixte « Rivières de Haute-Alsace ». 
La qualité des cours d’eau peut être consultée sur un site dédié géré par les agences de l’eau et l’Agence française pour la biodiversité. 

### Climat
Pour des articles plus généraux, voir Climat du Grand Est et Climat du Haut-Rhin.
En 2010, le climat de la commune est de type climat des marges montargnardes, selon une étude du Centre national de la recherche scientifique s'appuyant sur une série de données couvrant la période 1971-2000. En 2020, Météo-France publie une typologie des climats de la France métropolitaine dans laquelle la commune est exposée à un climat semi-continental et est dans la région climatique  Vosges, caractérisée par une pluviométrie très élevée (1 500 à 2 000 mm/an) en toutes saisons et un hiver rude (moins de 1 °C). 
Pour la période 1971-2000, la température annuelle moyenne est de 10,3 °C, avec une amplitude thermique annuelle de 17,9 °C. Le cumul annuel moyen de précipitations est de 723 mm, avec 9,5 jours de précipitations en janvier et 9,6 jours en juillet. Pour la période 1991-2020, la température moyenne annuelle observée sur la station météorologique de Météo-France la plus proche, « Mulhouse », sur la commune de Mulhouse à 9 km à vol d'oiseau, est de 11,1 °C et le cumul annuel moyen de précipitations est de 747,6 mm. 
La température maximale relevée sur cette station est de 39,4 °C, atteinte le 13 août 2003 ; la température minimale est de −21,5 °C, atteinte le 10 février 1956,,. 
Les paramètres climatiques de la commune ont été estimés pour le milieu du siècle (2041-2070) selon différents scénarios d'émission de gaz à effet de serre à partir des nouvelles projections climatiques de référence DRIAS-2020. Ils sont consultables sur un site dédié publié par Météo-France en novembre 2022.

## Urbanisme

### Typologie
Au 1er janvier 2024, Heimsbrunn est catégorisée bourg rural, selon la nouvelle grille communale de densité à sept niveaux définie par l'Insee en 2022.
Elle est située hors unité urbaine. Par ailleurs la commune fait partie de l'aire d'attraction de Mulhouse, dont elle est une commune de la couronne,. Cette aire, qui regroupe 132 communes, est catégorisée dans les aires de 200 000 à moins de 700 000 habitants,.

### Occupation des sols
L'occupation des sols de la commune, telle qu'elle ressort de la base de données européenne d’occupation biophysique des sols Corine Land Cover (CLC), est marquée par l'importance des territoires agricoles (58,7 % en 2018), en diminution par rapport à 1990 (59,8 %). La répartition détaillée en 2018 est la suivante : 
terres arables (48,3 %), forêts (33,1 %), zones agricoles hétérogènes (10,4 %), zones urbanisées (8,2 %), eaux continentales (0,1 %). L'évolution de l’occupation des sols de la commune et de ses infrastructures peut être observée sur les différentes représentations cartographiques du territoire : la carte de Cassini (XVIIIe siècle), la carte d'état-major (1820-1866) et les cartes ou photos aériennes de l'IGN pour la période actuelle (1950 à aujourd'hui).

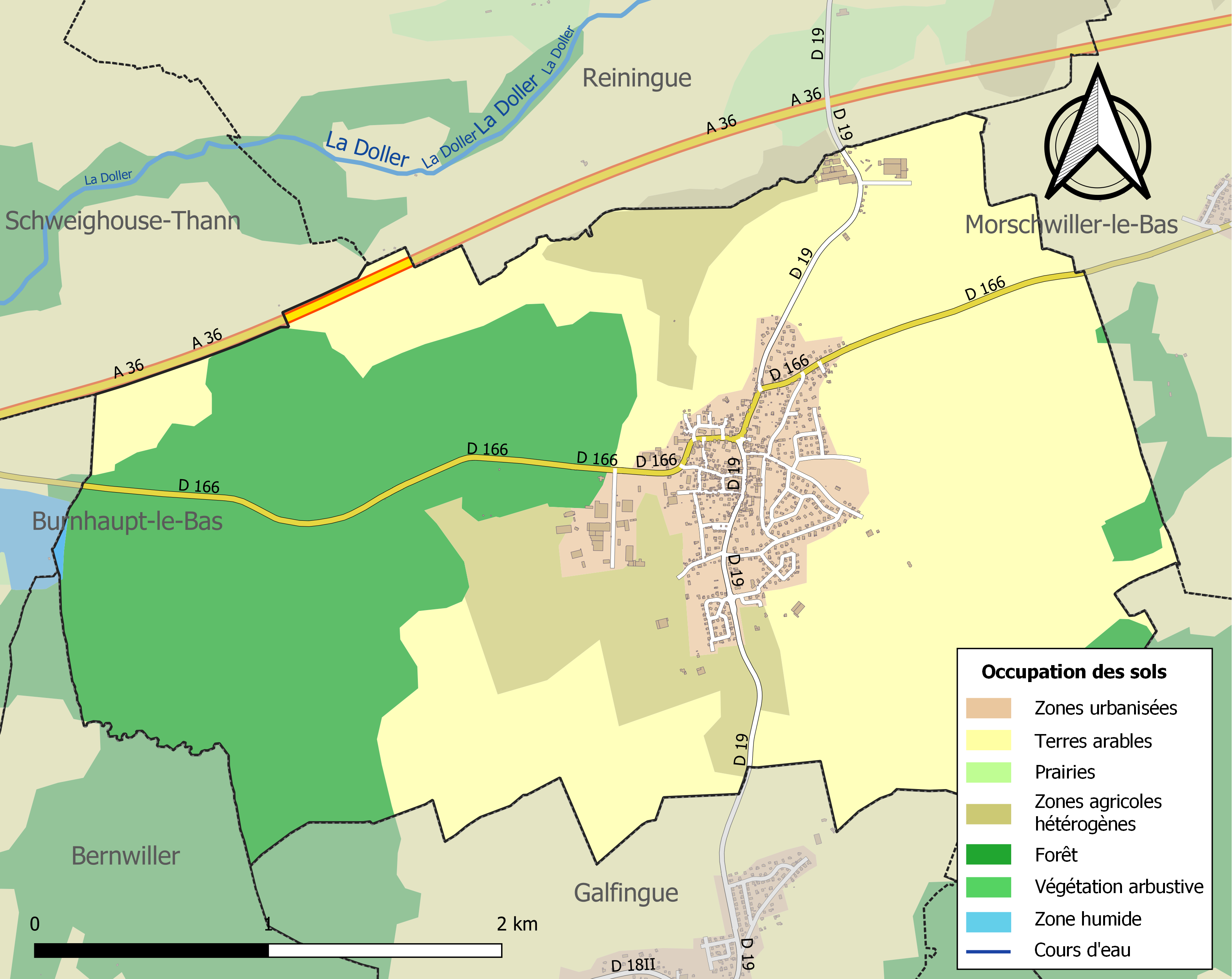
Carte des infrastructures et de l'occupation des sols de la commune en 2018 (CLC).

## Histoire
Première mention du village en 1148. Heimsbrunn faisait partie du Doyenné du Sundgau.Heimsbrunn fait aussi partie de la vallée du Steinbachlein.
La commune a été décorée le 30 janvier 1923 de la croix de guerre 1914-1918.

### Héraldique
| Blason d'Heimsbrunn | Les armes d'Heimsbrunn se blasonnent ainsi : « D'argent aux trois cornets de gueules virolés et liés d'or posés deux et un. » |

## Toponyme
En Alsacien : Hemsprung ou Haimschbrunn
De l'alémanique Heim qui signifie maison dans ce cas et de Brunn qui signifie fontaine

## Politique et administration

### Liste des maires
| Période                                  | Période                   | Identité                                     | Étiquette | Qualité                                   |
| ---------------------------------------- | ------------------------- | -------------------------------------------- | --------- | ----------------------------------------- |
| Les données manquantes sont à compléter. |                           |                                              |           |                                           |
| ?                                        | ?                         | Joseph Schmidt                               | Droite    | Conseiller d'arrondissement (1922 → 1928) |
| Les données manquantes sont à compléter. |                           |                                              |           |                                           |
| mars 1971                                | mars 1989                 | Louis Roth (1930-2021)                       |           | Dirigeant de société, maire honoraire     |
| Les données manquantes sont à compléter. |                           |                                              |           |                                           |
| mars 2001                                | mars 2014                 | Bernard Just                                 | DVD       |                                           |
| mars 2014                                | En cours (au 31 mai 2020) | Jean-Paul Mor Réélu pour le mandat 2020-2026 |           | Retraité                                  |

### Budget et fiscalité 2015
En 2015, le budget de la commune était constitué ainsi :
- total des produits de fonctionnement : 1 218 000 €, soit 858 € par habitant ;
- total des charges de fonctionnement : 803 000 €, soit 566 € par habitant ;
- total des ressources d'investissement : 143 000 €, soit 101 € par habitant ;
- total des emplois d’investissement : 400 000 €, soit 282 € par habitant ;
- endettement : 12 000 €, soit 8 € par habitant.

Avec les taux de fiscalité suivants :
- taxe d'habitation : 9,29 % ;
- taxe foncière sur les propriétés bâties : 14,04 % ;
- taxe foncière sur les propriétés non bâties : 47,06 % ;
- taxe additionnelle à la taxe foncière sur les propriétés non bâties : 0,00 % ;
- cotisation foncière des entreprises : 0,00 %.

## Économie
Le siège de la Chocolaterie Abtey se situe à Heimsbrunn.

## Démographie
L'évolution du nombre d'habitants est connue à travers les recensements de la population effectués dans la commune depuis 1793. Pour les communes de moins de 10 000 habitants, une enquête de recensement portant sur toute la population est réalisée tous les cinq ans, les populations de référence des années intermédiaires étant quant à elles estimées par interpolation ou extrapolation. Pour la commune, le premier recensement exhaustif entrant dans le cadre du nouveau dispositif a été réalisé en 2008.

En 2022, la commune comptait 1 325 habitants, en évolution de +0,84 % par rapport à 2016 (Haut-Rhin : +0,66 %, France hors Mayotte : +2,11 %).
| 1793 | 1800 | 1806 | 1821 | 1831 | 1836 | 1841 | 1846 | 1851 |
| ---- | ---- | ---- | ---- | ---- | ---- | ---- | ---- | ---- |
| 397  | 512  | 632  | 629  | 778  | 795  | 833  | 849  | 844  |

| 1856 | 1861 | 1866 | 1871  | 1875  | 1880  | 1885 | 1890 | 1895 |
| ---- | ---- | ---- | ----- | ----- | ----- | ---- | ---- | ---- |
| 807  | 910  | 960  | 1 021 | 1 017 | 1 007 | 962  | 913  | 869  |

| 1900 | 1905 | 1910 | 1921 | 1926 | 1931 | 1936 | 1946 | 1954 |
| ---- | ---- | ---- | ---- | ---- | ---- | ---- | ---- | ---- |
| 876  | 871  | 905  | 651  | 792  | 780  | 719  | 691  | 709  |

| 1962 | 1968 | 1975 | 1982 | 1990  | 1999  | 2006  | 2008  | 2013  |
| ---- | ---- | ---- | ---- | ----- | ----- | ----- | ----- | ----- |
| 765  | 766  | 830  | 983  | 1 098 | 1 218 | 1 395 | 1 443 | 1 352 |

| 2018  | 2022  | - | - | - | - | - | - | - |
| ----- | ----- | - | - | - | - | - | - | - |
| 1 337 | 1 325 | - | - | - | - | - | - | - |

En 2016, la commune comptait 1 314 habitants, en 20 191 302 habitants et 2020, 1 361 habitants .

## Lieux et monuments

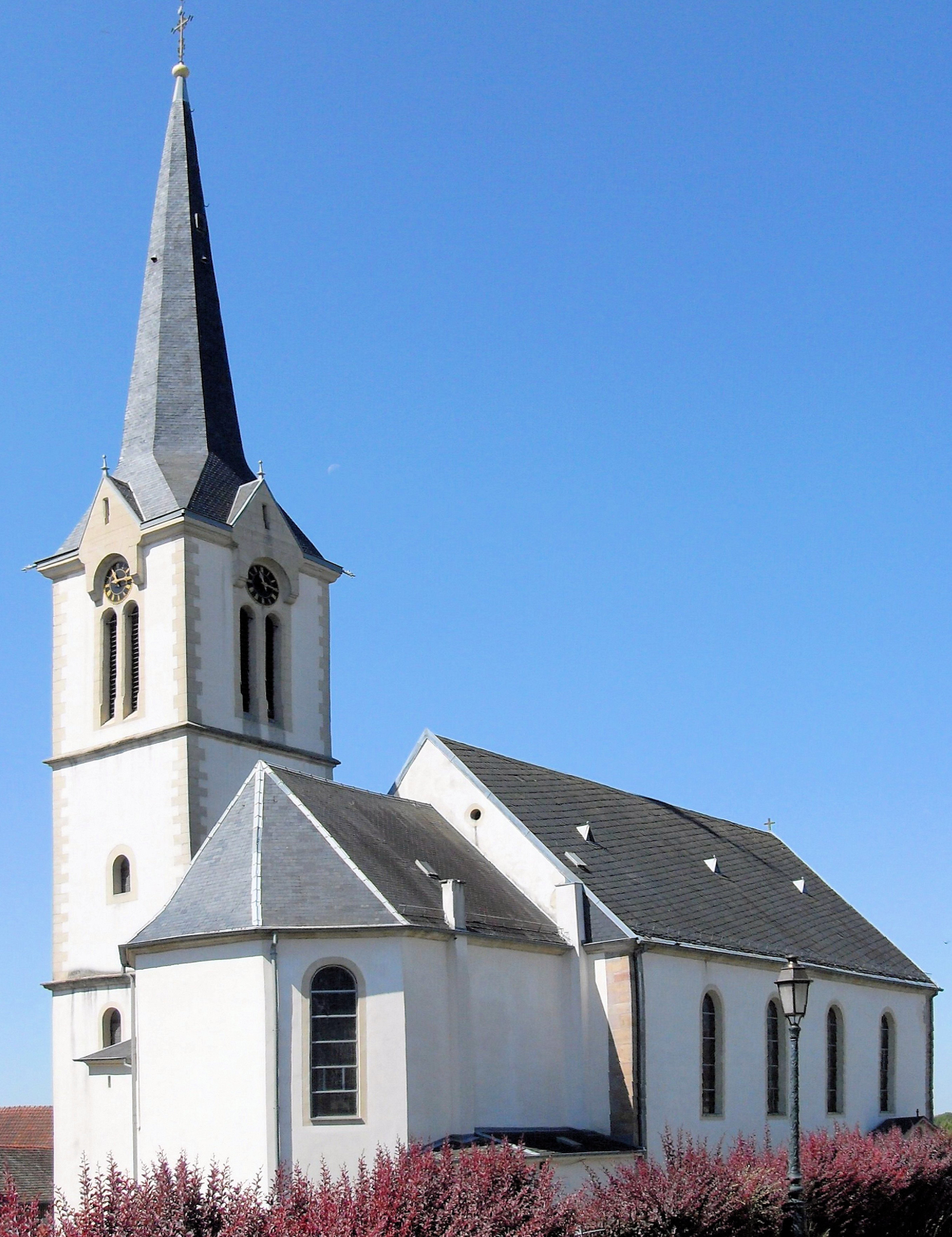
L'église Saint-Projet et Saint-Amarin.
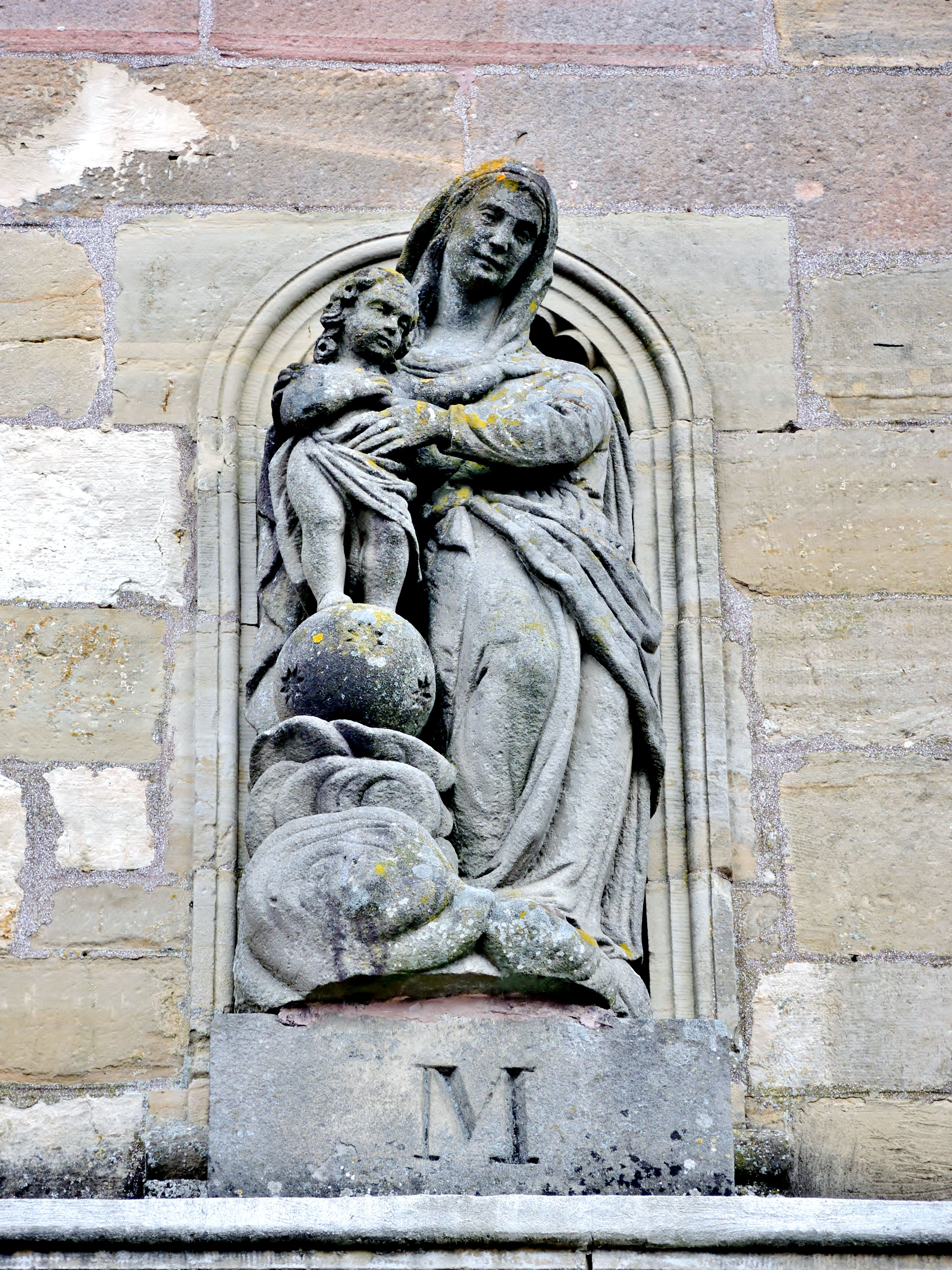
Vierge à l'enfant (dessus portail de l'église).
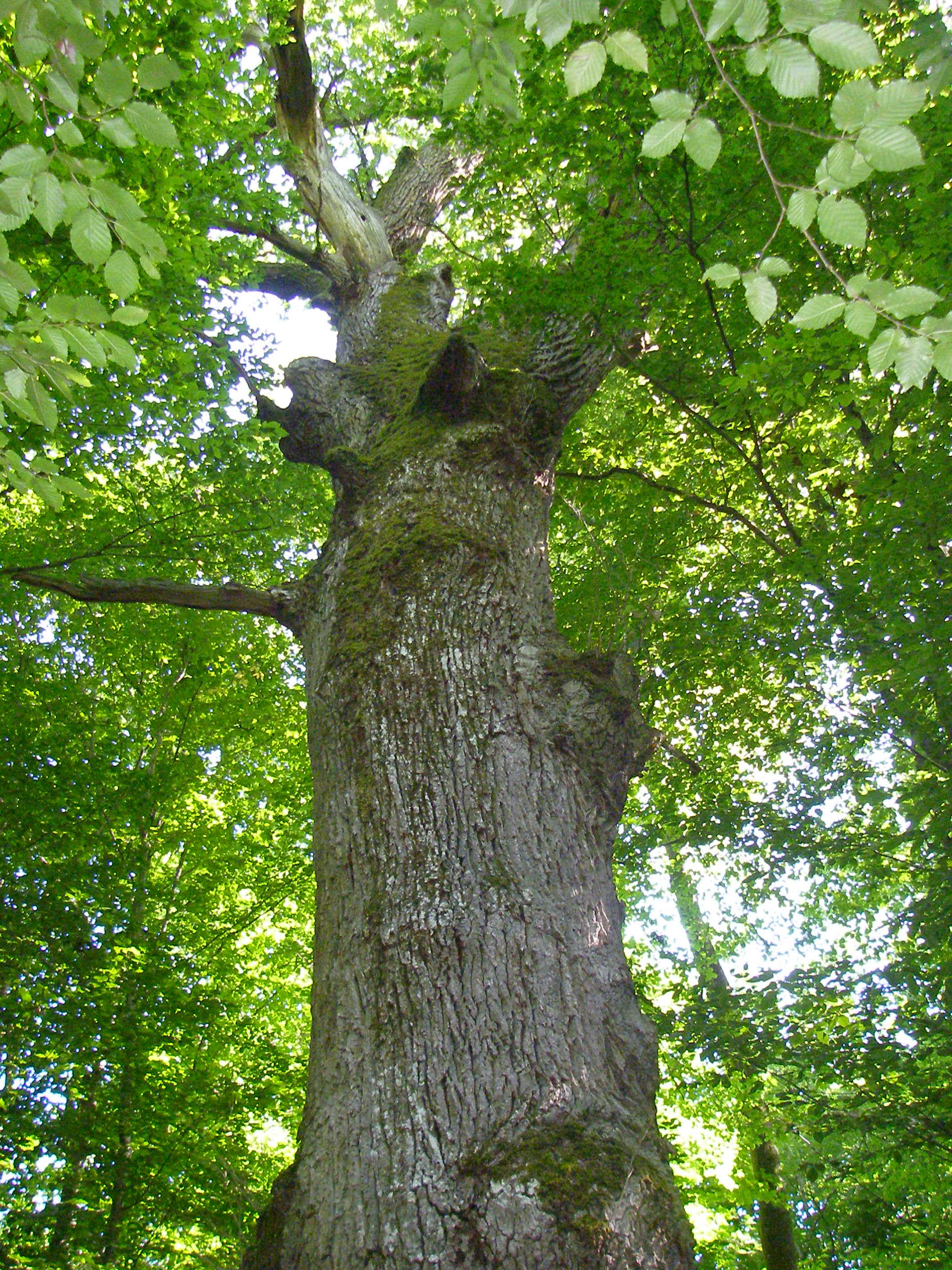
Le chêne Saint-Louis (partie supérieure).
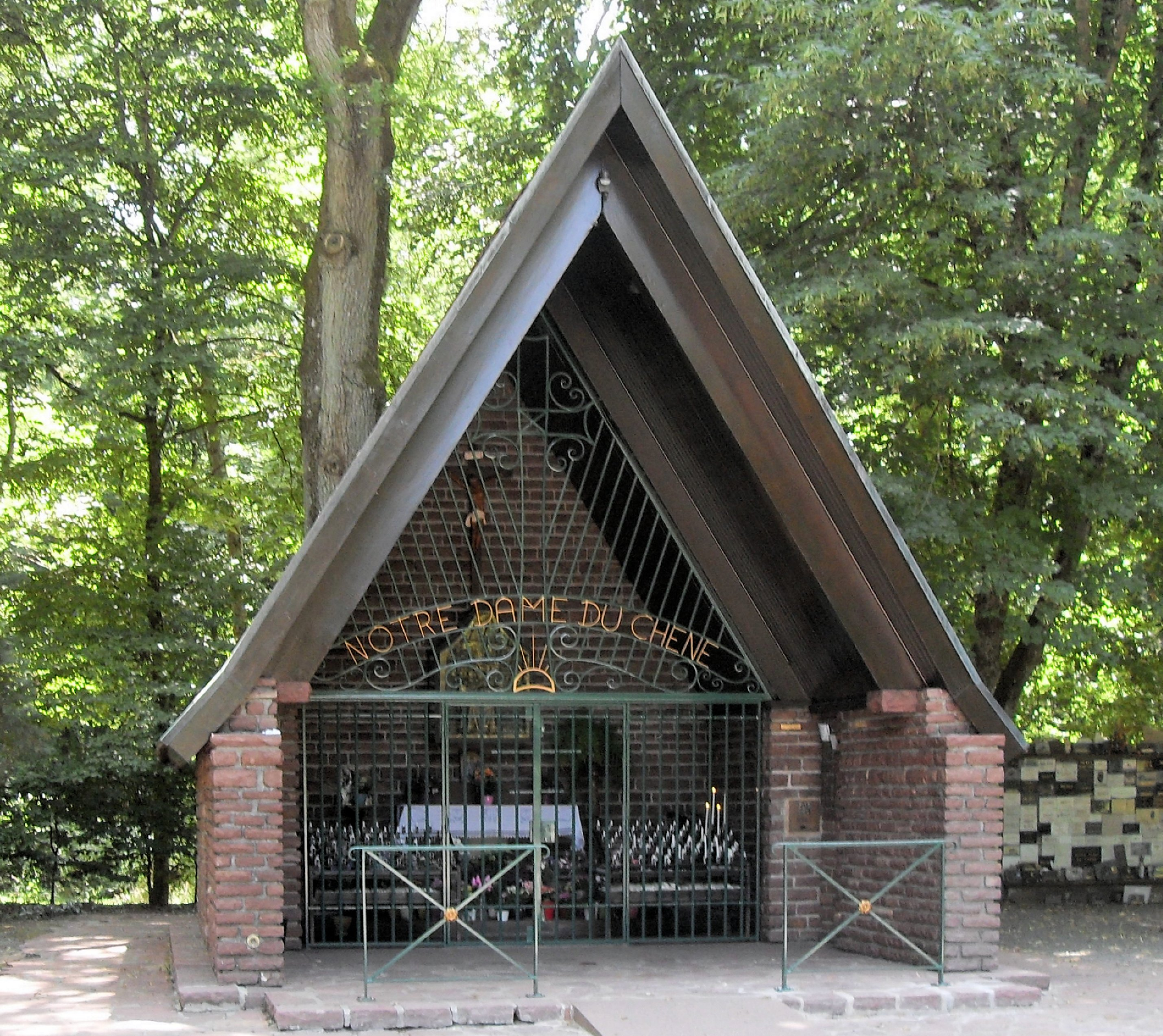
Chapelle Notre-Dame du Chêne.
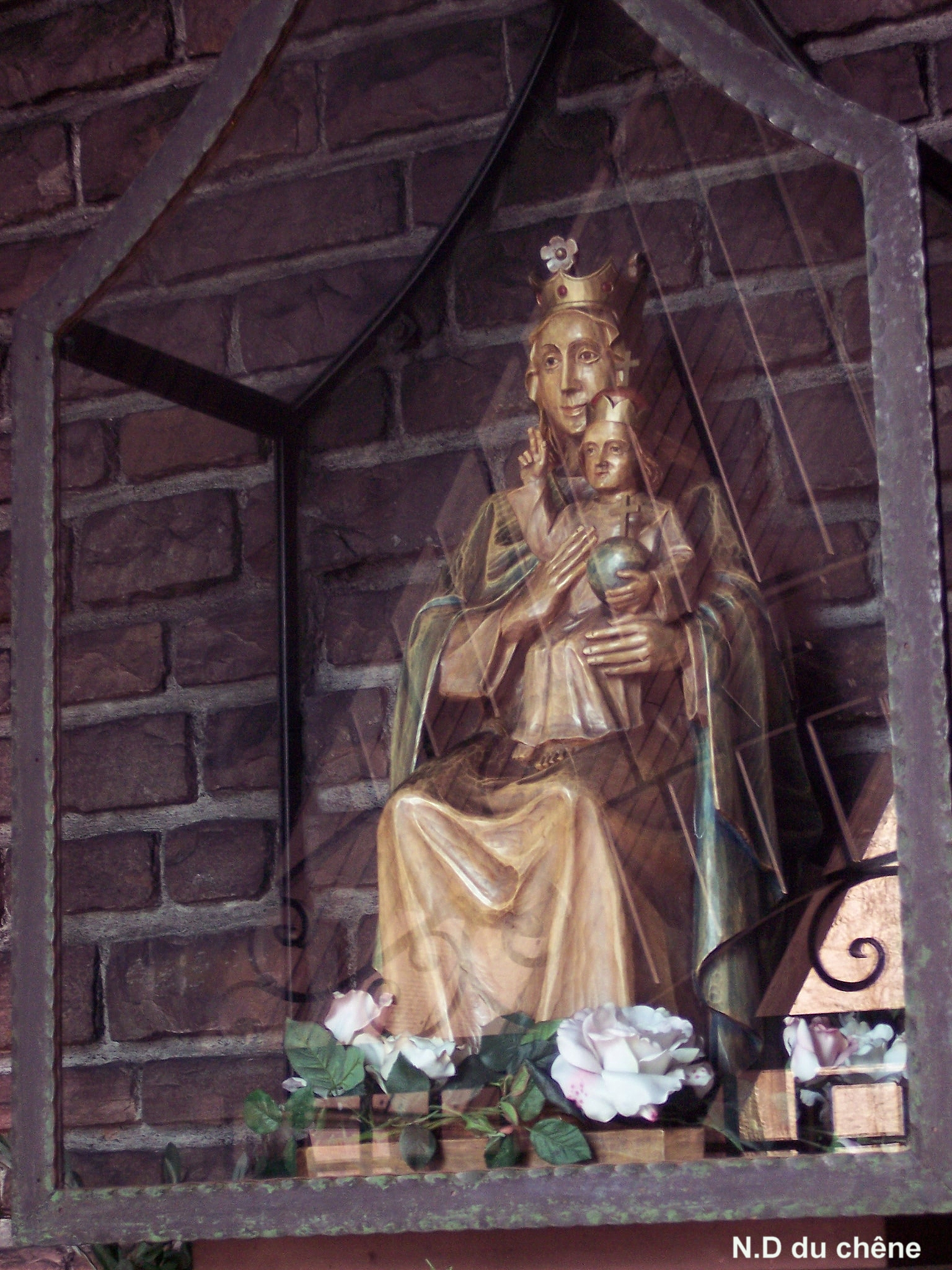
Statuette de Notre-Dame du Chêne.
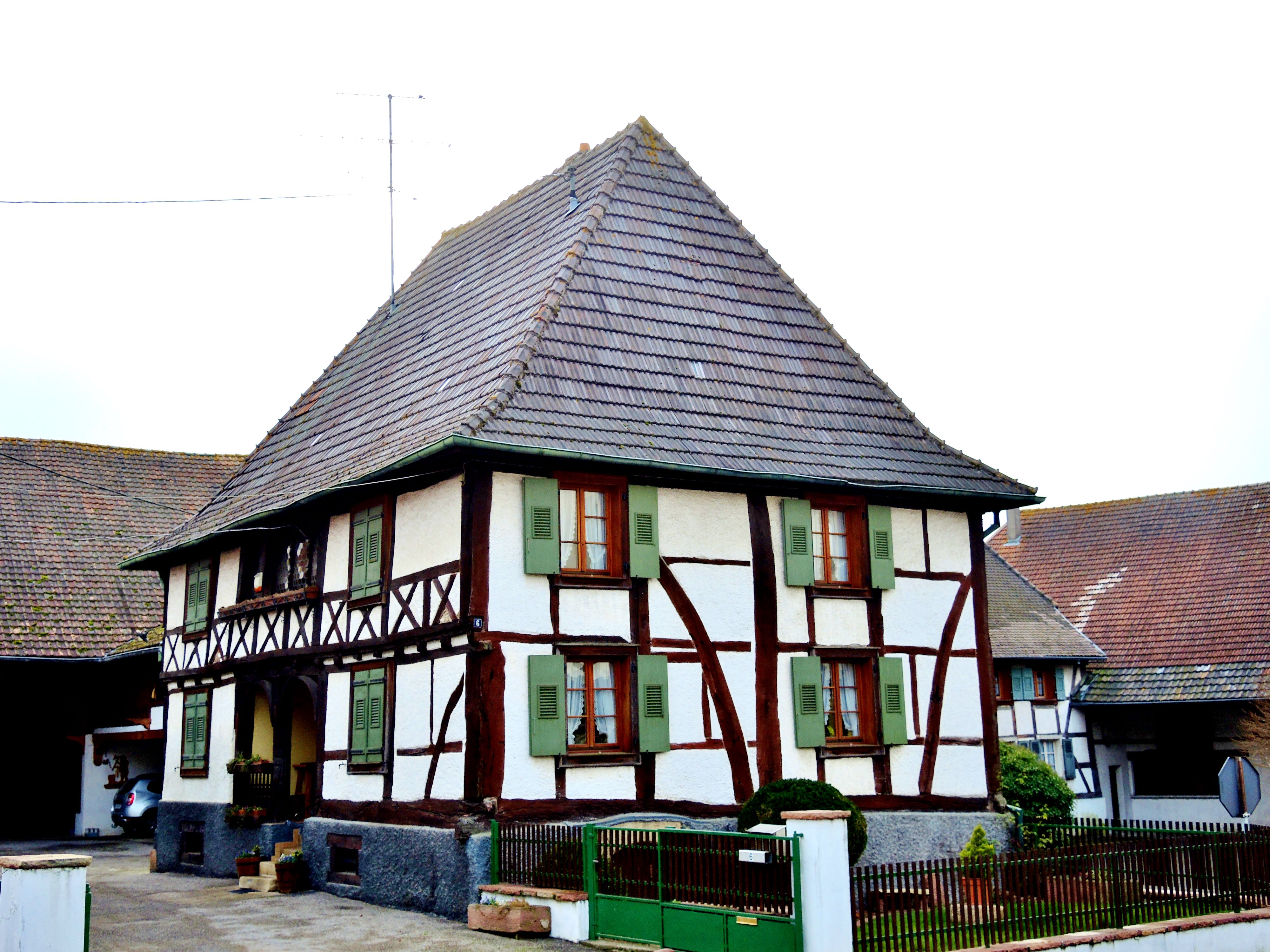
Maison à colombages.

- L'église Saint-Projet et Saint-Amarin[28] et son orgue[29],[30].

Presbytère.
- La chapelle Notre-Dame du Chêne, plus ancien lieu de pèlerinage marial en Alsace[32].
- Monuments commémoratifs[33].
- L'ancien château[34].
- Dans la forêt de Heimsbrunn (Herrenwald), sur la route de Burnhaupt-le-Bas, se trouve la chapelle Notre-Dame du Chêne (Ramahay selon l'appellation locale), lieu de pèlerinage toujours très fréquenté. La statuette de la Vierge qu'elle renfermait datait du premier quart du XIXe siècle[35]. Cette statue a été volée en 1982. Jamais retrouvée, elle a été remplacée par une de facture récente.
- À cent mètres de là se dresse le chêne actuellement doyen de la forêt, dit « Chêne Saint-Louis », dont l'âge est estimé à 700 ans environ.
- La maison aux Dîmes[36].

## Personnalités liées à la commune
- Harry Baur (1880-1943), acteur, dont le père était originaire de Heimsbrunn.

## Entreprises
- Chocolaterie Abtey
- Roesch Constructions